# 圓龍寺
圓龍寺（えんりゅうじ）は、山口県山口市にある、浄土真宗本願寺派の寺院。

## 概要
山口県山口市三和町1-28の石州街道沿いにある浄土真宗の寺院。山号を龍頭山、阿弥陀如来を本尊とし京都の西本願寺が本寺である。

## 歴史
開基は、大内氏28代当主・大内教弘の妹、明星尼（幼名：春子）。
- 1481年（文明13年）に豊後国において戦死した夫である平井貞盛の菩提を弔うため大内氏29代当主・大内政弘にお願いして姫山の西麓（現在の上平井）に延立寺（えんりゅうじ）を建立[2]。
- 1512年（永正9年）10月に明星尼が85歳で没した時、本堂前の古い池に住みついた龍が姫山の頂で声を悲吟し、飛び立った事があってから後、2代目住職・願了が寺号を圓龍寺と改めた[2]。
- 1604年（慶長9年）5代目住職・明永の代に、焼失により上平井から三和町に移転[3]。
- 1663年（寛文3年）本堂を新築。
- 1863年（文久3年）対州宗対馬守夫人の為に讃井御殿にあて,一時本堂を奇兵隊の屯所とした[3]。
- 1876年（明治9年）改築[3]。

## 宝物
- 毘沙門天の木像（大内教弘伝来）[4]
- 雪州盆

## 関連事項
- 袖解橋の遭難

1864年（元治元年）9月25日、山口政事堂で君前会議が開かれ俗論党との話し合いがまとまらず井上馨（当時は聞多）はその後、午後８時ごろで家路に向かった。
途中に圓龍寺があり、俗論派先鋒隊の屯集所になっていた。
圓龍寺の門前を通り過ぎて袖解橋に向かおうとした時、俗論派の刺客に襲われ重傷を負った事件。
刺客は、児玉愛二郎・周布藤吉・中井栄次郎。

## 周辺関連施設
- 平蓮寺(俗論派先鋒隊のもう一つの屯集所[6]。現、山口市役所が跡地）
- 龍泉寺（圓龍寺の末寺）[4]
- 井上馨候遭難の碑
- 袖解橋
- 照円寺